# Shirine Boukli
Shirine Boukli (24 gennaio 1999) è una judoka francese.
Ha vinto la medaglia d'oro nella categoria 48 kg ai Campionati europei di judo 2020 che si sono svolti a Praga in Repubblica Ceca. Nel 2024, ha vinto la sua prima medaglia olimpica a Parigi, conquistando il bronzo nella categoria 48 kg.

## Palmarès
- Giochi olimpici

Parigi 2024: oro nella gara a squadre, bronzo nei 48 kg.
- Mondiali

Doha 2023: argento nei 48 kg.
- Europei

Praga 2020: oro nei 48 kg.
Sofia 2022: oro nei 48 kg.
Montpellier 2023: oro nei 48 kg.
Podgorica 2025: oro nei 48 kg.
- Mondiali juniores

Marrakech 2019: argento nei 48 kg.
- Europei juniores

Vantaa 2019: argento nei 48 kg.

### Circuito IJF
| Anno | Competizione | Luogo      | Risultato | Categoria |
| ---- | ------------ | ---------- | --------- | --------- |
| 2020 | Grand Prix   | Tel Aviv   | 2st       | −48 kg    |
| 2020 | Grand Slam   | Düsseldorf | 1st       | −48 kg    |
| 2021 | Grand Slam   | Tel Aviv   | 1st       | −48 kg    |
| 2022 | Grand Slam   | Tel Aviv   | 1st       | −48 kg    |